# Kelvington n.º 366
Kelvington n.º 366 es un municipio rural canadiense situado en la provincia de Saskatchewan.

## Superficie
Kelvington n.º 366 tiene una superficie de 853,13 km².

## Demografía
En 2021, tenía 366 habitantes, una densidad poblacional de 0,4 hab./km², y 220 viviendas.